# قصف مدرسة بلاط الشهداء
قصف مدرسة بلاط الشهداء هو حادثة سقوط صاروخ أرض أرض، إيراني على مدرسة ابتدائية في المحلة 824 من منطقة الدورة في جنوب مدينة بغداد، عاصمة العراق، في الساعة الثامنة والربع صباح يوم 13 تشرين الأول سنة 1987 خلال حرب القادسية الثانية بين العراق وإيران، فقتل 32 وذُكر أنهم 72 طفلاً وُجرحَ 182 شخصاً، حين كان 650 من طلاب المدرسة مصطفّين في ساحة المدرسة ينشدون النشيد الوطني ، الأطفال الذين قتلهم الصاروخُ تسعة وعشرون طفلاً، وثلاثة بالغون، وفقاً للحكومة العراقية ودبلوماسيين غربيين، وكان من الجرحى سكان البيوت المجاورة للمدرسة، قال إسماعيل كيطان جاسم مديرُ المدرسة واصفًا عاقبة قصفة الصاروخ "انكببتُ على الأرض، وحين نهضتُ بدا لي المكان كأنه أرض معركة، أو زلزال. إذ صار كل شيء ركاماً"، فأصدرت قيادة القوات المسلحة العراقية تحذيراً عقب القصف، قالوا إن إيران "أرادت حربَ مدنٍ، فليكن ذلك، فقد نفد صبر العراق، وصار حقنا بل واجبنا الرد على هذه الجريمة"، وقال الحرس الثوري الإيراني إن صاروخ أرض أرض أطلقوه على مجمع وزارة الدفاع العراقية رداً على هجمات عراقية على أهداف مدنية إيرانية، منها هجوم على مدرسة إيرانية في سهيل بمحافظة لورستان، وذكرت جريدة الواشنطن بوست أن محللين رأوا أن الصاروخ كان سكود بعيد المدى، مما اشترته الحكومة الإيرانية من ليبيا فأعقبَ القصف حملات استنكار دولية، وتلقت الحكومة العراقية رسائل تضامن من الملك حسين بن طلال والرئيس حسني مبارك، وسُمّيت المدرسة عقب القصف مدرسة بلاط الشهداء بأمر من رئيس الجمهورية حينئذٍ صدام حسين. وأمرَ ببناء المدرسة ثانيةً وبناء نصب تذكاري عند المدرسة. وذكر علاء الأعظمي أن المدرسة سُميت بلاطَ الشهداء قبل القصف بشهر، ذكر محمود الشناوي في كتابه (العراق التائه بين الطائفية و القومية) أن النصب التذكاري ظلّ حتى أوائل شهر كانون الأول سنة 2010 حين أزالته حكومة محافظة بغداد، وقال حينئذٍ محافظ بغداد "لقد عملنا على إزالة كل الجداريات والنصب التي تخصّ النظام السابق ووضعنا بدلاً عنها نُصباً تمثل المرحلة الجديدة"، كُتبت للمجزرة قصائدة كثيرة، قال محمود فضيل التل "يُحكى بأنا أمّةٌ قد أفلحت في كل شيء غير ألوان البكاء هذا حديثُ شهيدة وشهيدنا مِن منهل يُدعى بلاط المجد أو مِن روضة الشهداء. وعُرضَ فِلم (إنهم يقتلون النوارس)،